# Geneva Carr
Geneva Carr (Jackson, 6 maggio 1971) è un'attrice statunitense. È conosciuta in particolare per i ruoli di Margery nella commedia teatrale di Broadway Hand to God, per il quale ha ricevuto una nomination al Tony Award alla miglior attrice protagonista in un'opera teatrale, e di Marissa Morgan nella serie televisiva Bull.

## Biografia
Geneva Carr è nata a Jackson, in Mississippi, da George e Phyllis Carr. Ha due fratelli, George Jr. e Joseph. Dopo essersi displomata in francese al Mount Holyoke College, nel Massachusetts, si è trasferita a Parigi dove ha ottenuto un Master of Business Administration (MBA) alla ESCP Europe business school.
Tornata negli Stati Uniti ha iniziato a lavorare per una banca francese a Wall Street, quando dopo aver assistito ad uno spettacolo in un piccolo teatro Off-Broadway ha capito che il sogno della sua vita era recitare. Ha studiato recitazione con Jane Hoffmann, uno dei membri dell'Actors Studio.
Dopo aver interpretato piccoli ruoli in spot pubblicitari, serie tv, cortometraggi e produzioni teatrali Off-Broadway, ha ottenuto la parte di Margery nella commedia Hand to God di Robert Askins, andata in scena a Broadway dal 7 aprile 2015 al 3 gennaio 2016. Per tale interpretazione ha ottenuto nel 2015 la candidatura al Tony Award come migliore attrice protagonista in uno spettacolo.
Dal 2016 al 2022 ha fatto parte del cast principale della serie televisiva Bull, interpretando la psicologa ed esperta di neurolinguistica Marissa Morgan.

## Filmografia

### Film
- Restaurant, regia di Eric Bross (1998) (non accreditata)
- The 3 Little Wolfs (2001)
- Fish in the Sea Is Not Thirsty - cortometraggio (2002)
- Neurotica (2004)
- Charlie's Party (2005)
- One Last Thing..., regia di Alex Steyermark (2005) (non accreditata)
- Quando tutto cambia (Then She Found Me), regia di Helen Hunt (2007)
- In viaggio per il college (College Road Trip), regia di Roger Kumble (2008)
- Rosencrantz and Guildenstern Are Undead, regia di Jordan Galland (2009)
- Company Retreat (2009)
- È complicato (It's Complicated), regia di Nancy Meyers (2009)
- Case Closed - cortometraggio (2010)
- Love & Other Drugs (2010)
- High Maintenance, cortometraggio (2011)
- The Melancholy Fantastic, regia di Alejandro Daniel Calvo (2011)
- Smile - cortometraggio (2011)
- Alter Egos, regia di Jordan Galland (2012)
- Visions of Joanna - cortometraggio (2012)
- Darkroom, video (2013)
- Ava's Possessions, regia di Jordan Galland (2015)
- The Harrow (2016)
- Blame, regia di Quinn Shephard (2017)
- La ruota delle meraviglie - Wonder Wheel (Wonder Wheel), regia di Woody Allen (2017)

### Televisione
- Spin City - serie TV, 1 episodio (1997)
- Sex and the City - serie TV, episodio 4x18 (2002)
- Law & Order: Criminal Intent - serie TV, 7 episodi (2003-2009)
- Chappelle's Show - serie TV, 1 episodio (2004)
- Squadra emergenza (Third Watch) - serie TV, 2 episodi (2004)
- Law & Order - Unità vittime speciali (Law & Order: Special Victims Unit) - serie TV, 3 episodi (2004-2015)
- Jonny Zero - serie TV, 1 episodio (2005)
- Hope & Faith, 2 episodi (2005)
- Law & Order - Il verdetto (Law & Order: Trial by Jury), 1 episodio (2005)
- What Goes On (2007)
- Two Families - film per la TV (2007)
- The Unusuals - I soliti sospetti (The Unusual) - serie TV, 1 episodio (2009)
- Law & Order - I due volti della giustizia (Law & Order) - serie TV, episodi 20x04-22x18 (2009-2023)
- How to Make It in America - serie TV, 1 episodio (2010)
- Team Umizoomi - serie TV, 1 episodio (2010) -(voce)
- The Good Wife - serie TV, 1 episodio (2010)
- Onion News Network - serie TV, 6 episodi (2011)
- Rescue Me - serie TV, 4 episodi (2011)
- Person of Interest - serie TV, episodio (2012)
- Blue Bloods - serie TV, 1 episodio (2012)
- Elementary - serie TV, 1 episodio (2013)
- Yoga Partner - serie TV (2013)
- Your Pretty face Is Going To Hell - serie TV, 1 episodio (2013)
- The Mysteries of Laura - serie TV, 1 episodio (2014)
- Younger - serie TV, 1 episodio (2015)
- Deadbeat - serie TV, 1 episodio (2015)
- Bull - serie TV, 125 episodi (2016-2022)
- I Shudder - film TV (2016)
- Elsbeth – serie TV, episodio 1x07 (2024)
- Star Wars: Skeleton Crew – serie TV, 5 episodi (2024-2025)

## Doppiatrici italiane
Nelle versioni in italiano delle opere in cui ha recitato, Geneva Carr è stata doppiata da:
- Laura Facchin in Law & Order: Criminal Intent (ep. 3x05)
- Germana Pasquero in Law & Order - Criminal Intent (ep. 5x06-07)
- Flavia Fantozzi in Law & Order - Criminal Intent (ep. 6x06)
- Vanessa Giuliani in Law & Order - Criminal Intent (ep. 8x11)
- Antonella Rinaldi in Person of Interest
- Barbara De Bortoli in Bull
- Michela Alborghetti in Star Wars: Skeleton Crew